# Мір'ям Вайксельбраун
Мір'ям Вайксельбраун (нім. Mirjam Weichselbraun) — австрійська телеведуча, акторка та журналістка.

## Життєпис
Мір'ям має сестру-близнючку Мелані. Мір'ям Вайксельбраун взяла прізвище своєї матері, а Мелані Біндер — батька. 
Від 2013 року у стосунках з Беном Мавсоном, менеджером Лани Дель Рей, має від нього дочку.

## Кар'єра
28 листопад було анонсовано Вайксельбраун як одну з ведучих Євробачення 2015 разом з Алісою Тумлер, Арабеллою Кісбауер та Кончітою Вурст.